# Lac d'Ampola
Le lac d'Ampola est un petit lac d'origine glaciaire situé dans la province autonome de Trente. 

## Géographie
Le lac d'Ampola est situé dans la vallée de Ledro au sud-ouest de Tiarno di Sopra, à proximité de la route nationale 240. Près de la ligne de partage des eaux, l'affluent rio val Ovri a un parcours très court et une petite envergure. L'émissaire est le Palvico. 

## Biotope du lac d'Ampola
Le lac d'Ampola et la zone humide environnante constituent un écosystème particulier qui abrite une flore et une faune spécifiques. Pour cette raison, depuis 1990, la province autonome de Trente protège la région en tant que biotope. 

## Géologie
L'origine de ce lac, étroitement liée à celle du lac de Ledro, remonte à la dernière glaciation wurmienne. En fait, il s'agit du reste d'un bassin beaucoup plus vaste qui, avec le retrait des glaciers, a occupé toute la vallée, de Molina di Ledro au passo d'Ampola, d'où il se trouve aujourd'hui à une dizaine de kilomètres. L'abaissement ultérieur de cet immense lac, combiné à son remplissage partiel par les ruisseaux des vallées latérales, a fini par le diviser en deux : le lac de Ledro et le lac d'Ampola. Ce dernier est de taille beaucoup plus petite.   
Pendant la glaciation wurmienne (terminée il y a environ 18 000 ans), l'extrémité est de la vallée de Ledro était obstruée par un impressionnant dépôt de matériaux transportés par les glaciers, une moraine encore clairement visible à l'est du lac de Ledro. 

## Constitution du biotope
Jusque dans les années 1970, le biotope actuel était une décharge de matériaux inertes et de matériaux de construction. Après des accords signés avec la province de Trente, les maires ont décidé de renaturaliser la région. Même aujourd'hui sur le territoire, des collines artificielles sont formées avec les déchets de la décharge. Dans ces années, il n'y avait pas de grands arbres, mais seulement une grande pelouse. Plus tard, des arbres, des arbustes et des fleurs ont été plantés. Le long de la route nationale qui longe le lac, il y a deux emplacements : l'un mène au centre des visiteurs par le pont et l'autre depuis lequel la route menant à l'ancien site d'enfouissement a commencé. Cette dernière a été recouverte d'herbe et d'arbres. Avant 1995, le centre d'accueil était une cabane à vocation touristique. Il est maintenant dédié à la découverte des zones humides, en particulier du microcosme qui vit et tourne autour de la surface de l’eau, c’est-à-dire cette surface située entre l’air et l’eau. 

## Flore
Le biotope d'Ampola abrite plusieurs espèces rares de plantes et de fleurs. Autour du lac, on peut distinguer 3 zones différentes : 
- la tourbière ;
- les roseaux ;
- le réservoir.

Dans la zone 1, il existe plusieurs espèces de fleurs, notamment : 
- Impatiens glandulifera : c'est une fleur de Chine, elle est éradiquée chaque année car elle provoque la suffocation des espèces voisines ;
- Eriophorum angustifolium : elle est recouverte d'herbe à coton, cette plante vit là où se trouve le sol humide ;
- Carex elata : on les appelle carex, elles ont de grandes panicules et une tige de forme triangulaire ;
- Equisetum palustre : c'est une plante qui vit là où il y a beaucoup d'eau. Dans le passé, elle était utilisée à des fins médicinales ;
- Cirsium palustre : plante épineuse qui vit dans l'eau ;
- Lytrum salicaria : c'est une plante épineuse et haute ;
- Lysimachia vulgaris : c'est une plante qui fleurit seulement en juillet, pouvant varier en deux couleurs : jaune et violet ;
- Parnassia palustris : Elle peut être trouvée fin août-septembre mais est très rare ;
- Epipactis palustris : c'est une orchidée, personne ne le remarque car elle est petite, elle vit dans les marais. Elle est protégée ;
- Dactylochiza incarnata : c'est une orchidée et, comme toutes les autres, elle est protégée ;
- Molinia caerulea : ce sont des touffes d'herbe qui poussent et deviennent très hautes. Quand elles meurent, elles se décomposent et d'autres grandissent dessus. En raison de cette plante, le niveau d'eau du lac est en baisse ;
- Salix alba : c'est un saule sauvage qui aime l'eau et qui a des branches souples et contient un principe avec lequel l'aspirine est produite ;
- Salix caprea : c'est une plante qui produit des fleurs appelées chatons. Les fleurs mâles sont grandes et plus colorées que les fleurs femelles ;
- Salix purpurea : il forme un buisson, ses branches flexibles sont rouges ;
- Fagus sylvatica : cette plante est un hêtre qui atteint 25 m de haut. Ses feuilles ont une forme ovale ;
- Ostrya carpinifolia : le charme a un tronc droit et un feuillage légèrement allongé ; ses feuilles ont une forme oblongue et allongée avec un bord dentelé ;
- Picea Abies : c'est une plante utilisée pour fabriquer du talc. Les feuilles sont constituées d’aiguilles pointues, longue d'environ 2,5 cm

Dans la zone 2, qui comprend la partie des roseaux, on peut trouver les espèces suivantes : 
- Phragnites australis : c'est une plante herbacée vivace ;
- Typha latifolia : c'est une plante de la famille des typha ;
- Schoenoplectus lacustris : c'est une plante semi-aquatique ;
- Menyanthes trifoliata : le trèfle d’eau est une plante de la famille des Menyanthacées.

Dans la zone 3, qui fait partie du bassin du lac, il y a : 
- Nénuphar: C'est une plante aquatique typique. Il a des tiges charnues. Certaines feuilles, de forme plissée, restent immergées, tandis que d'autres, plus grandes, flottent à la surface de l'eau.

## Faune
Les espèces animales suivantes sont présentes dans le biotope :   
- Les musaraignes sont de petits animaux de couleur foncée. Selon les espèces, la couleur de la peau varie du brun au noir, tandis que le ventre est plus clair. La longue queue est couverte de poils. Le museau se termine par un petit tronc. La couleur de la pointe de la dent est rouge. Ils vivent dans pratiquement tous les types d’environnements recouverts de végétation ;

- La crocidura ressemble à une musaraigne mais se distingue par ses dents complètement blanches. La queue est couverte de poils longs et droits. La couleur du pelage varie, mais est généralement gris et marron. Les parties inférieures blanches contrastent avec le dos sombre. Ils vivent dans des zones ouvertes telles que de vastes campagnes, des prairies et des jardins mais aussi des bois ;

- Les souris sauvages ont de grandes têtes, des oreilles saillantes et de très longues queues. La couleur du dos est brun noisette tandis que le ventre est transparent. Sur le cou, il y a une tache jaunâtre en forme de collier. Ils vivent dans des environnements différents qui peuvent surmonter mais préfèrent les environnements ouverts ;

- Les renards ressemblent à des chiens de taille moyenne. Ils ont un museau allongé, des oreilles bien développées et droites et une longue queue qui peut faciliter la reconnaissance. La couleur du corps varie brun-rouge et dans les régions ventrales, qui sont claires et des extrémités des jambes qui sont plutôt sombres. Exceptionnellement, le renard peut attaquer sa proie s'il est malade ou affaibli par un œuf adulte. Ils peuvent être trouvés dans les bois, mais aussi dans des environnements ouverts tels que la campagne ;

- Le blaireau se caractérise par l'aspect trapu et compact du corps, il a des pattes puissantes mais courtes. Sa couleur est gris plus foncé à l'arrière, tandis que le cou et le museau sont striés de noir et de blanc. Il vit dans les bois ;

- Le crapaud a une construction trapue et une couleur variable entre le brun et le rouge. Il a la peau verruqueuse. Dans les yeux, il y a des gonflements qui contiennent des glandes toxiques. Il fréquente de nombreux types de milieux et notamment les bois du fond de la vallée ;

- Le martin-pêcheur est un oiseau aux couleurs colorées et aux teintes très voyantes. Les ailes et la queue sont courtes, la partie supérieure du corps est bleue et verte. Le bec est long, robuste et noir. Les joues et la poitrine sont brunes. Il fréquente les rives des ruisseaux de rivières et d'étangs entourés de roseaux. En hiver, on le trouve aussi dans les plaines.